# Émile Bréhier
Émile Bréhier (Bar-le-Duc, 12 aprile 1876 – Parigi, 3 febbraio 1952) è stato un filosofo e storico della filosofia francese.
Noto soprattutto per i suoi lavori sulla storia della filosofia. Fratello di Louis Bréhier, storico dell'arte.

## Biografia
Segue insieme a Charles Péguy i corsi di Bergson al Collège de France, in particolare quelli su Plotino. Insegna alla Sorbonne dal 1919.
Direttore editoriale della Revue Philosophique e dell'Encyclopédie Philosophique, è autore di numerosi e importanti lavori sulla filosofia greca e la filosofia medievale (tra cui una traduzione completa delle Enneadi di Plotino) e soprattutto di una magistrale Histoire de la Philosophie. Nel 1941 succedette a Henri Bergson all'Académie des sciences morales et politiques.

## Opere
- Les idées philosophiques et religieuses de Philon d'Alexandrie (1907)
- La Théorie des incorporels dans l'ancien stoïcisme, Paris, Librairie Alphonse Picard & fils, Paris 1907, seconda edizione, Vrin, Paris 1928
- Chrysippe et l'ancien stoïcisme, Librairie Alphonse Picard & fils, Paris 1910
- Schelling, Félix Alcan, Paris 1912
- Histoire de la philosophie, Félix Alcan, Paris 1928-1932, nuova edizione in un solo volume: PUF, Parigi 2012
  - Tomo I — Antiquité et Moyen Âge (1928), vol. 1, Introduction - Période hellenique, vol 2., Période hellenistique et romaine, vol. 3: Moyen-Âge et Renaissance
  - Tomo II — La philosophie moderne (1929-1932), vol. 1: Le XVII siècle, vol. 2: Le XVIII siècle, vol. 3: Le XIX siècle - Pèriode des systèmes (1800 - 1850), vol. 4: Le XIX siècle après 1850 - le XX siècle - Index général
  - Volume supplementare: La philosophie en Orient (1948) con Paul Masson-Oursel
- La Philosophie du Moyen-Âge, Albin Michel, Paris 1937
- La Philosophie et son passé, PUF, Paris 1940
- Histoire de la philosophie allemande (1921), terza edizione aggiornata da Paul Ricœur (1954)
- La Philosophie de Plotin, Boivin & Cie, 1928
- Transformation de la philosophie française 1900-1950, Paris, Flammarion, Bibliothèque de philosophie scientifique, 1950
- Les thèmes actuels de la philosophie, PUF, Paris 1951
- Études de philosophie antique, PUF, Paris 1955

## Traduzioni dal greco antico
- Plotin: Ennéades (édition bilingue grec-français), Paris, Les Belles Lettres (Collection Budé, 1924-1938)
- Les Stoïciens, « bibliothèque de la Pléiade », Gallimard, 1962.

## In italiano
- La filosofia del Medioevo, trad. Sergio Cotta, Einaudi, Torino 1952
- La filosofia e il suo passato, trad. Antonio Zanfarino (introd. Pietro Piovani), Morano, Napoli 1965
- Gli orientamenti attuali della filosofia, trad. Elisabetta Cotta, Morano, Napoli 1965
- La filosofia di Plotino, trad. Maurizio Migliori, Celuc Libri, Milano 1975
- La teoria degli incorporei nello stoicismo antico, a cura di Francesco Fogliotti, Cronopio, Napoli 2020 ISBN 8898367406